# Schleiereule
Die Schleiereule (Tyto alba) ist eine Vogelart aus der Ordnung der Eulen (Strigiformes) und der Familie der Schleiereulen (Tytonidae). Die Schleiereule ist eine sehr helle, langbeinige Eule, die keine Federohren aufweist. Zu ihren auffälligsten Erkennungsmerkmalen gehören das herzförmige Gesicht sowie die verhältnismäßig kleinen, schwarzen Augen. Sie ist nachtaktiv und am Tage nur an ihren Ruheplätzen sowie am Brutplatz zu beobachten.
Die Schleiereule kommt als Brutvogel in vielen Regionen der Welt vor. Sie fehlt in der Tundra, den tropischen Regenwäldern sowie großen Teilen Asiens und in den Wüsten. In Mitteleuropa ist sie ein verbreiteter Brutvogel, der vor allem in baumarmen Siedlungsgebieten im Tiefland vorkommt.

## Beschreibung
Die 33–39 Zentimeter lange, hell gefärbte, langflügelige und langbeinige Eule erreicht eine Flügelspannweite von 80 bis zu 95 Zentimetern und hat recht kurze Schwanzfedern. Männchen und Weibchen ähneln einander sehr, Weibchen sind im Allgemeinen jedoch etwas größer als die Männchen und etwas dunkler gefärbt. Das Gewicht reicht von etwa 200 Gramm bei den kleinsten Formen (etwa auf den Galápagos-Inseln) bis zu über 500 Gramm etwa bei der Nordamerikanischen Schleiereule; europäische Schleiereulen wiegen zwischen 300 Gramm (Männchen) und etwa 400 Gramm (Weibchen).
Der namensgebende ausgeprägte, herzförmige Gesichtsschleier ist sehr hell, je nach Unterart ist er weiß bis hellgrau oder leicht rostrot. Die Oberseite des Körpers ist meist goldbraun mit einer feinen grauen Fleckenzeichnung. Die Unterseite kann von einem sehr reinen Weiß bis zu einem hellen Braun variieren, außerdem unterscheiden sich die Zeichnungen und Fleckungen der einzelnen Unterarten sehr deutlich voneinander. Der Schnabel ist blassgelb, die Krallen sind hornfarben, die Iris der Augen ist dunkelbraun bis schwarz. Die Zehen sind fast unbefiedert und dunkelgraubraun.
Die Nestlinge weisen im Unterschied zu anderen Eulen zwei aufeinanderfolgende Dunenkleider auf: Das erste Dunenkleid ist weiß und kurz. An den Halsseiten fehlt es fast ganz. Nach etwa zwölf Tagen folgt ein dichteres und längeres Dunenkleid, das an der Körperoberseite grau und an der Körperunterseite gelblich getönt ist. Die Augen öffnen sich ab dem achten Tag. Die Iris ist anfänglich blau und färbt im Verlauf von vier Wochen in ein Dunkelbraun um. Der Schnabel ist beim Schlupf weißlichrosa, nimmt aber sehr schnell eine graue Färbung an. Die Zehen sind anfangs rosagelb und haben bis zum Flüggewerden der Jungeulen eine dunkelgraue Farbe.

## Verbreitung

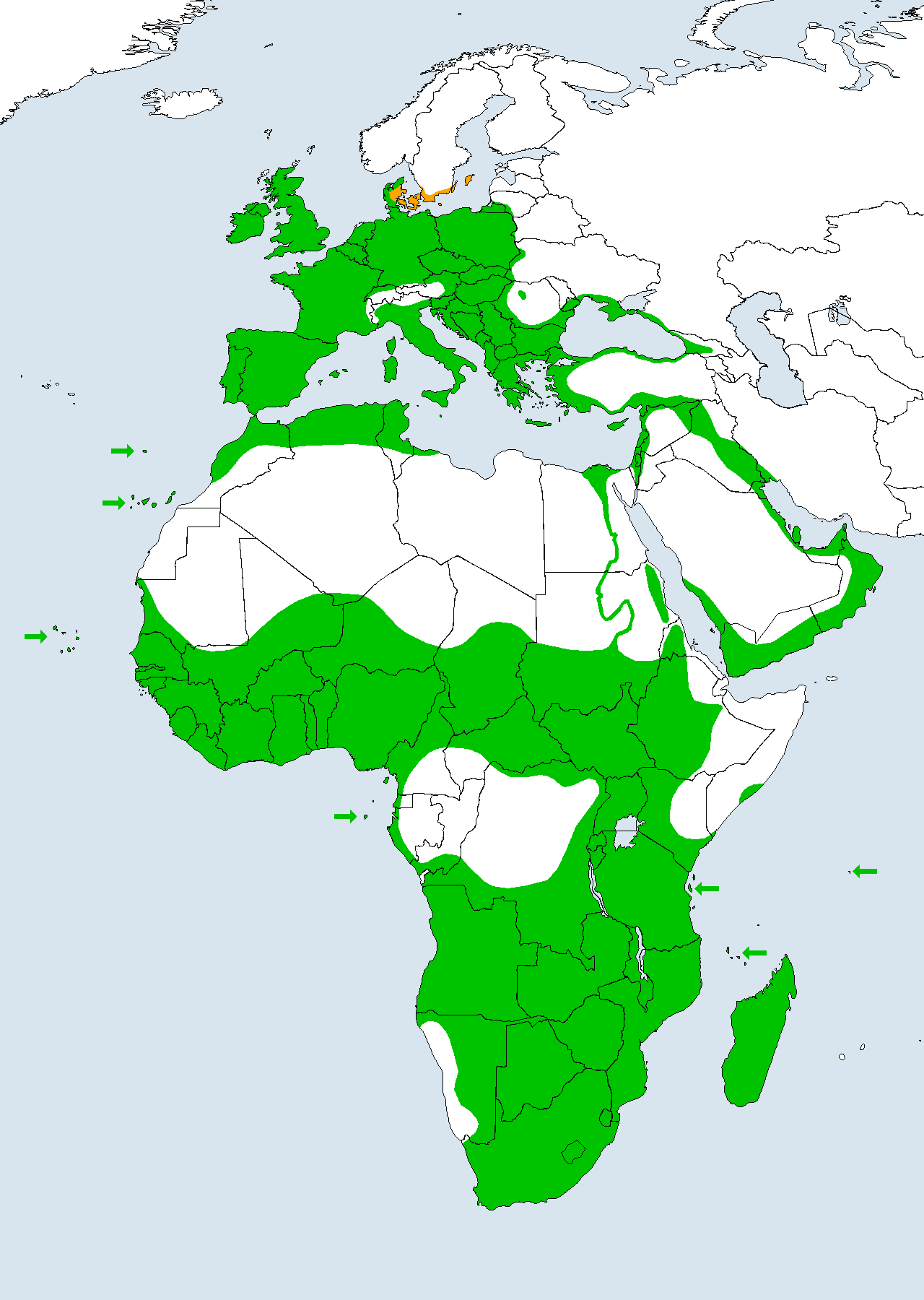
Verbreitung der Schleiereule in Europa, Südwestasien und Afrika

Die Schleiereule besiedelt die gemäßigten, subtropischen und tropischen Zonen von Afrika, Europa, Südwest- und Südasien, Australien, Südamerika und Nordamerika. Sie zählt damit zu den am weitesten verbreiteten Vogelarten überhaupt. In Europa kommt die Schleiereule nordwärts bis Schottland und Dänemark, nach Osten bis in die Ukraine vor. In Europa und Nordamerika liegt die nördliche Verbreitungsgrenze in Gebieten mit einer Jahresdurchschnittstemperatur zwischen sechs und acht Grad Celsius.

## Unterarten
Derzeit sind über 30 Unterarten der Schleiereule beschrieben, die sich im Aussehen und im Verhalten unterscheiden. Die Anzahl der Unterarten variiert je nach Autor; so geben Schneider und Eck (1995) 34 Unterarten, Mebs und Scherzinger unverbindlich über 30 an. Claus König und Friedlhelm Weick ordnen in ihrer 2008 erschienenen Eulen-Monographie zahlreichen Unterarten einen Artstatus zu, so dass zur Art nur noch 10 Unterarten gehören. Sie erhoben vor allem die zahlreichen, auf einige wenige Inseln begrenzten Formen wie die Kap-Verde- und Galápagos-Schleiereule in den Artstatus. Sie begründen dies mit neueren Erkenntnissen aus molekular-biologischer Sicht und verweisen darauf, dass für die gesamte Gattung der Schleiereulen eine Neuordnung absehbar ist.
Die Verbreitungsgebiete der Unterarten Mediterrane Schleiereule (T. a. alba) und Mitteleuropäische Schleiereule (T. a. guttata) überschneiden sich in Mitteleuropa.  Die Unterarten vermischen sich hier und es kommt zu Mischformen mit unterschiedlichsten Farbabstufungen.
Die folgende Unterartengliederung basiert auf Schneider & Eck (1995). Bei Formen, die von König et al. (2008) als eigenständige Art oder als Unterart einer eigenständigen Art eingeordnet werden, ist dies entsprechend angegeben:

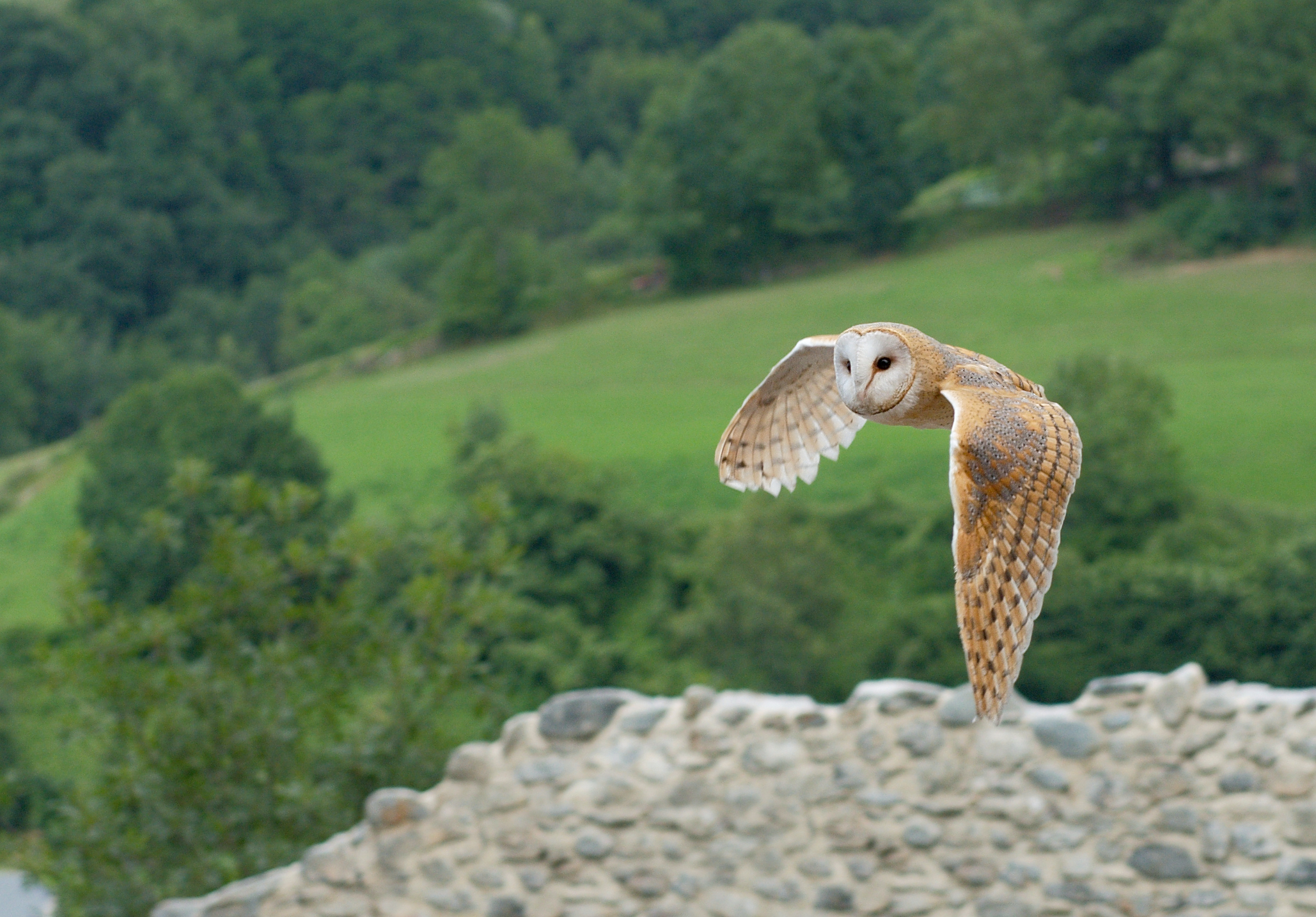
Schleiereule im Flug

- Die Mediterrane Schleiereule (T. a. alba (Scopoli, 1769)) ist in Süd- und Westeuropa inklusive Großbritannien sowie in Nordafrika verbreitet. Die Brust der Tiere ist weiß, manchmal mit kleinen dunklen Sprenkeln.
- Die Mitteleuropäische Schleiereule (T. a. guttata (Brehm, CL, 1831)) stellt die Form mit dem nördlichsten Verbreitungsgebiet in Europa dar. Sie lebt in Südost- und Mitteleuropa und ist hier vom Süden Skandinaviens bis in die Türkei verbreitet. Die Bauchseite ist gelblich-braun, auch der Schleier ist etwas dunkler.
- Die Sardisch-Korsische Schleiereule (T. a. ernesti (Kleinschmidt, O, 1901)) ist eine Form aus Sardinien und Korsika mit weißer Unterseite. Bei dieser Form ist außerdem das Obergefieder sehr hell, und die Flügelunterseiten sowie der Gesichtsschleier sind reinweiß. Auffällig ist ein rostroter Fleck vor den Augen.
- Die Arabische Schleiereule (T. a. erlangeri Sclater, WL, 1921) besiedelt Südwestasien (Zypern, die Arabische Halbinsel sowie Iran und Irak) und hat ebenfalls eine weiße Unterseite, manchmal durchsetzt mit schwarzbraunen Punkten. Die Flügel sind hell, und die Schwanzfedern zeigen aschgraue Binden sowie eine graumarmorierte Endbinde.
- Die Afrikanische Schleiereule (T. a. affinis) ist auf dem gesamten afrikanischen Kontinent mit Ausnahme der Sahara sowie dem zentralafrikanischen Urwald verbreitet. Sie hat im Vergleich mit den europäischen Formen relativ lange und wenig befiederte Zehen bzw. Läufe. Die Unterseite dieser Form ist rostgelb gefärbt, ansonsten sind die Männchen in der Grundfarbe weiß, die Weibchen ockergelb. Das Obergefieder sowie die Seiten tragen eine Zeichnung aus pfeil- bis tropfenförmigen dunkelbraunen Punkten und Linien.
- Die Madagaskar-Schleiereule (T. a. hypermetra Grote, 1928) findet sich nur auf Madagaskar, den Komoren und dem Aldabra-Atoll. Sie ist deutlich größer als die afrikanische Festlandform, gleicht dieser jedoch in ihrer Färbung.
- Die Madeira-Schleiereule (T. a. schmitzi (Hartert, E, 1900)) ist endemisch auf Madeira. Bei dieser Form ist die Unterseite rahmfarben bis gelblich-weiß und grob gefleckt. Der Kopf ist etwas dunkler und leicht rostrot gefärbt, der Schleier ist weiß. Das Obergefieder ist sehr hell und ähnelt dem der mediterranen Form mit groben schwarzen und weißen Flecken.
- Die Kanaren-Schleiereule (T. a. gracilirostris (Hartert, E, 1905)) von den Kanarischen Inseln ist relativ klein und besitzt einen sehr schlanken Schnabel. Die Unterseite ist rostgelb und grob gefleckt, die Oberseite ist hell mit pfeilspitzenartiger Zeichnung.
- Die Kap-Verde-Schleiereule (T. a. dedorta Hartert, E, 1913) lebt auf den Kapverdischen Inseln Santiago und São Vicente. Der Schleier und die Bauchseite sind relativ dunkel gelb gefärbt, die Oberseite ist ebenfalls dunkel mit sehr großen schwarzen und weißen Flecken. Die Schwanzfedern sind scharf gebändert. Sie wird in jüngerer Literatur als eigenständige Art geführt.[5]
- Die São-Tomé-Schleiereule (T. a. thomensis (Hartlaub, 1852)) ist auf der Insel São Tomé im Golf von Guinea heimisch. Die Oberseite dieser Form ist sehr dunkel und reicht von grau bis fast schwarz mit schwarzen und weißen Flecken. Der Gesichtsschleier ist braun, die Unterseite ist goldbraun und kann mit groben oder feinen Flecken gezeichnet sein. Sie wird in jüngerer Literatur als eigenständige Art geführt.[6]
- Die Indische Schleiereule (T. a. stertens) findet sich in Vorderindien, auf Sri Lanka, in Assam und Nord-Myanmar. Die Oberseite ist blass grau und braungelb gefärbt mit feinen schwarzen und weißen Punkten, die Unterseite ist weiß bis leicht bräunlich-gelb mit vielen kleinen Punkten.
- Das Verbreitungsgebiet der Javanischen Schleiereule (T. a. javanica) schließt sich an das der vorhergehenden Unterart an, die Grenzen sind überlappend. Sie ist im gesamten Gebiet Südostasiens und Indonesiens zu finden. Die Färbung gleicht jener der Indischen Schleiereule, allerdings ist diese Form etwas dunkler und stärker gefleckt.
- Die Andamanenschleiereule (T. a. deroepstorffi) lebt ausschließlich auf den Andamanen. Sie besitzt sehr ausgeprägte und kräftige Zehen und ist durch die großen rostbraunen Flecken auf der grauen Oberseite auffällig gefärbt. Dadurch ist sie von allen Inselformen die dunkelste. Unterseits ist sie hell-ockerfarben mit dunklen braunen Punkten. Sie wird in jüngerer Literatur als eigenständige Art geführt.[7]
- Die Kisar-Schleiereule (T. a. kuehni) kommt nur auf der Insel Kisar im Sunda-Archipel vor. Sie ähnelt der Indischen Schleiereule in der Färbung, ist allerdings oberseits ockergelb und hat breitere schwarze Punkte. Die Unterseite ist bräunlich getönt und quergebändert.
- Die Sawu-Schleiereule (T. a. everetti) ist endemisch auf der kleinen Insel Sawu westlich von Timor. Sie gleicht der Form von Kisar, ist nur etwas kleiner und besitzt weniger ausgeprägte Zehen und einen schlankeren Schnabel.
- Die Sumba-Schleiereule (T. a. sumbaensis) von der Insel Sumba ist unterseits weiß und besitzt charakteristische blasse, fast weiße Schwanzfedern. Sie wird in jüngerer Literatur als Unterart der Australischen Schleiereule geführt.[8]
- Die Neuguinea-Schleiereule (T. a. meeki) besiedelt vor allem den nördlichen und westlichen Teil von Neuguinea. Sie ist unterseits weiß bis silberweiß, das Obergefieder und der Schwanz sind ebenfalls sehr hell. Sie wird in jüngerer Literatur als Unterart der Australischen Schleiereule geführt.[8]
- Die Australien-Schleiereule (T. a. delicatula) ist auf dem gesamten australischen Kontinent anzutreffen, außerdem auf Tasmanien und einigen vorgelagerten Inseln. Sie ist unterseits weiß und auf der Oberseite grau mit einem bräunlichen Ton. Sie wird in jüngerer Literatur als eigenständige Art geführt.[9]
- Die Boang-Schleiereule (T. a. crassirostris) auf der Insel Boang (Tanga-Inseln) im Bismarck-Archipel ähnelt der australischen Form, hat aber einen kräftigeren Schnabel und stärkere Fänge. Die Färbung ist etwas dunkler. Sie wird in jüngerer Literatur als eigenständige Art geführt.[8]
- Die Santa-Cruz-Schleiereule (T. a. interposita) lebt auf den Santa-Cruz-Inseln, den Banks-Inseln und den nördlichen Neuen Hebriden. Das Gefieder wird bei dieser Form durch orangeockere Farbtöne dominiert. Sie wird in jüngerer Literatur als Unterart der Australischen Schleiereule geführt.[8]
- Die Samoa-Schleiereule (T. a. lulu) findet sich außer auf Samoa auch auf den Gesellschaftsinseln, Tonga, Fidschi, Neukaledonien, den südlichen Neuen Hebriden und den Loyalitätsinseln. Sie ähnelt der australischen Form, ist jedoch etwas kleiner und jede einzelne Rückenfeder hat eine schwarze Spitze mit weißem Zentrum.
- Die Nordamerikanische Schleiereule (T. a. pratincola (Bonaparte, 1838)) lebt vor allem in den südlichen USA sowie im nördlichen Mexiko. Mit einer Flügellänge von bis zu 370 Millimetern und einer Gesamtlänge von fast 430 Millimetern handelt es sich um eine sehr große Schleiereule. Die Oberseite der Tiere ist hell- bis dunkelorange, manchmal mit grauen Beimischungen, die Unterseite ist schwachorange bis weiß und mit markanten braunen Spitzen gezeichnet. Sie wird in der jüngeren Literatur als Unterart der Amerikaschleiereule eingestuft.[10]
- Die Guatemala-Schleiereule (T. a. guatemalae (Ridgway, 1874)) lebt in Mittelamerika im Gebiet von Westguatemala, San Salvador, Westnicaragua und Panama. Sie ist dunkler als die nordamerikanische Form, ähnelt ihr jedoch in der Zeichnung.
- Die Amerikaschleiereule (T. a. furcata (Temminck, 1827)) findet sich in der Inselwelt der Karibik. Sie ist fast gänzlich weiß mit einer blassorangenen Oberseite. Der weiße Schwanz ist manchmal quergebändert und die reinweiße Unterseite kann kleine Flecken aufweisen. Sie wird in jüngerer Literatur als eigenständige Art eingeordnet, zu der insgesamt sechs Unterarten gehören. Als Tyto furcata furcata stellt sie die Nominatform dar.[10]
- Die Hispaniolaschleiereule (T. a. glaucops) lebt auf Île de la Tortue und dem Ostteil von Haiti in den Großen Antillen. Auch sie ist weiß, besitzt jedoch eine Zeichnung aus Zickzacklinien auf der Unterseite und ein charakteristisches graues Gesicht. Von einigen Autoren wird diese Unterart als eigenständige Art eingeordnet.[11]
- Die Bahama-Schleiereule (T. a. lucyana) der Bahamas gleicht der nordamerikanischen Festlandsform. Die Federspitzen sind allerdings mit grauschwarzen Punkten versehen.
- Die Kleine-Antillen-Schleiereule (T. a. insularis (Pelzeln, 1872)) lebt ausschließlich auf den Kleinen Antillen. Sie ist relativ klein und dunkel gefärbt und weist augenförmige Flecken auf der Unterseite und eine weiße „Kritzelung“ auf der Oberseite auf. Sie wird in jüngerer Literatur als eigenständige Art geführt.[12]
- Die Dominika-Schleiereule (T. a. nigrescens (Lawrence, 1878)) der Insel Dominica (ebenfalls Kleine Antillen) ist der vorher beschriebenen Form sehr ähnlich, hat allerdings keine Augenflecken. Sie wird in jüngerer Literatur auch als Unterart der Kleine-Antillen-Schleiereule eingestuft.[13]
- Die Curaçao-Schleiereule (T. a. bargei (Hartert, E, 1892)) von der Insel Curaçao (ebenfalls Kleine Antillen) ist unterseits reinweiß mit grober Fleckung. Sie ähnelt eher den europäischen Formen als denen der anderen benachbarten Inseln. Sie wird von einigen Autoren mittlerweile auch als eigenständige Art eingeordnet.[10]
- Die Galápagos-Schleiereule (T. a. punctatissima (Gould & Gray, GR, 1838)) gleicht in der Färbung der Form von Dominica. Sie gehört mit einer Flügellänge von etwa 230 Millimetern zu den kleinsten Schleiereulen. Die Färbung ist sehr dunkel mattbraun mit weißen Flecken. Auf der Galápagos-Insel Santa Cruz brütet sie in unterirdischen Lavatunneln. Sie wird in jüngerer Literatur als eigenständige Art geführt.[5]
- Die Peruanische Schleiereule (T. a. contempta (Hartert, E, 1898)) lebt in Peru, Ecuador, Venezuela und Kolumbien. Die Oberseite dieser Form ist dunkelgrau bis -braun mit blassgrauen Flecken. Die Unterseite ist schwach rostbraun mit einer Zeichnung aus unregelmäßigen braunen kreuzförmigen Flecken. Auch der Schleier ist blassbraun. Sie wird in jüngerer Literatur als Unterart der Amerikaschleiereule eingeordnet.[10]
- Die Kolumbianische Schleiereule (T. a. subandeana) lebt in einigen Gebieten von Kolumbien und Ecuador. Sie ähnelt der vorgenannten Art, hat aber eine weniger auffällige Zeichnung der Bauchseite.
- Die Brasilianische Schleiereule (T. a. tuidara (Gray, JE, 1828)) ist in Brasilien und Argentinien vom Amazonasgebiet bis zur Südspitze Patagoniens verbreitet. Sie ähnelt in ihrem Aussehen der Mitteleuropäischen Schleiereule, hat allerdings längere Beine. Sie wird in jüngerer Literatur als Unterart der Amerikaschleiereule eingeordnet.[10]
- Die Guayana-Schleiereule (T. a. hellmayri Griscom & Greenway, 1937) lebt in Suriname, Französisch-Guayana und Guyana sowie im Norden Brasiliens. Sie ist hell gefärbt und unterseits weiß mit schwarzen Sprenkeln, manche Individuen sind allerdings auch rostgelb auf der Bauchseite. Ansonsten ähnelt sie der Brasilianischen Schleiereule in der Zeichnung. Sie wird in jüngerer Literatur als Unterart der Amerikaschleiereule eingeordnet.[10]
- Die Chilenische Schleiereule (T. a. hauchecornei) lebt in Chile und ist äußerlich den anderen südamerikanischen Formen ähnlich.

## Lebensraum
Die Schleiereule besiedelt in ihrem riesigen Verbreitungsgebiet alle Habitate außer geschlossenen Regenwäldern, dem Inneren von Wüsten sowie montanen Bereichen. Halboffene Landschaften wie Savannen, Halbwüsten und Baumsteppen werden bevorzugt. In Mitteleuropa besiedelt sie als Kulturfolger fast ausschließlich die offene Agrarlandschaft mit dörflichen Siedlungen. Als Brutplätze werden vor allem Scheunen und Kirchtürme, seltener auch Baumhöhlen genutzt. Die langen Flügel und der gleitende Flug sind Anpassungen an die Jagd in offenem Gelände.
Während ihrer Ruhezeit am Tage sitzt sie an versteckten Plätzen in Scheunen, Ruinen, in Baumhöhlen oder Felsspalten.
Schleiereulen sind ziemlich ortstreu und verharren auch in strengen Wintern mit hoher Schneedecke sehr lange in ihren angestammten Gebieten. Zusammen mit der vergleichsweise schlechten Nahrungsverwertung und der geringen Fettspeicherung führt diese wenig ausgeprägte Neigung zu Wetterfluchten in Mitteleuropa in strengen Wintern oft zu Bestandseinbrüchen, die bis zum Erlöschen regionaler Vorkommen führen können.

## Verhalten

### Nahrung und Jagdverhalten
Die Schleiereule macht in der Dämmerung und nachts vor allem Jagd auf kleine Säugetiere. In 47 von 52 Untersuchungen aus dem gesamten Verbreitungsgebiet der Art bildeten kleine Nagetiere mindestens die Hälfte aller Beutetiere. Selbst in Zentralaustralien besteht die Beute der Schleiereule mittlerweile zu 97 % aus Hausmäusen, die von den dorthin ausgewanderten Europäern als Neozoen unfreiwillig eingebürgert wurden. Fledermäuse, Ratten und kleine Kaninchen, Vögel, Reptilien, Frösche und Insekten können lokal oder regional eine wichtige Rolle spielen. In Europa besteht die Beute vor allem aus Wühlmäusen, Echten Mäusen und Spitzmäusen.
Bei ungünstigen Wetterbedingungen sowie während der Jungenaufzucht dehnt sie ihre Jagdzeit auch auf den Tag aus. Die Ortung der Beute erfolgt optisch und akustisch. Der Gesichtsschleier verstärkt die Schallsammlung für das Gehör und schirmt andere Geräusche ab. Aufgrund dieser Fähigkeit nutzt sie praktisch alle nachtaktiven und Geräusche verursachenden Kleinsäuger in ihrem Revier als Nahrung.
Während der Jagd gleitet sie oft nur wenige Meter über dem Erdboden; ihr Flug ist dabei nahezu geräuschlos. Strömungsgeräusche während des Fliegens werden durch die kammartig gezähnte Außenfahne der vordersten Handschwinge und durch einen dichten, weichen Flaum auf der Oberseite aller Schwingen vermieden. Beobachtungen lassen darauf schließen, dass sie bei der Jagd regelmäßige Flugrouten einhält und dabei besonders an Hecken, Zäunen und Gräben entlangfliegt. Hier findet sie mehr Beute als über sonstigem Kulturland. Entdeckt sie während des Jagdflugs Beute, lässt sie sich aus dem Flug plötzlich herabfallen und ergreift mit den bekrallten Zehen die Beute. Der Wendezeh verhindert das Entkommen der Beute. Seltener sitzt sie auf Pfosten oder Baumstümpfen und lässt sich beim Auftauchen von Beute lautlos herabgleiten.

### Ruhe- und Komfortverhalten

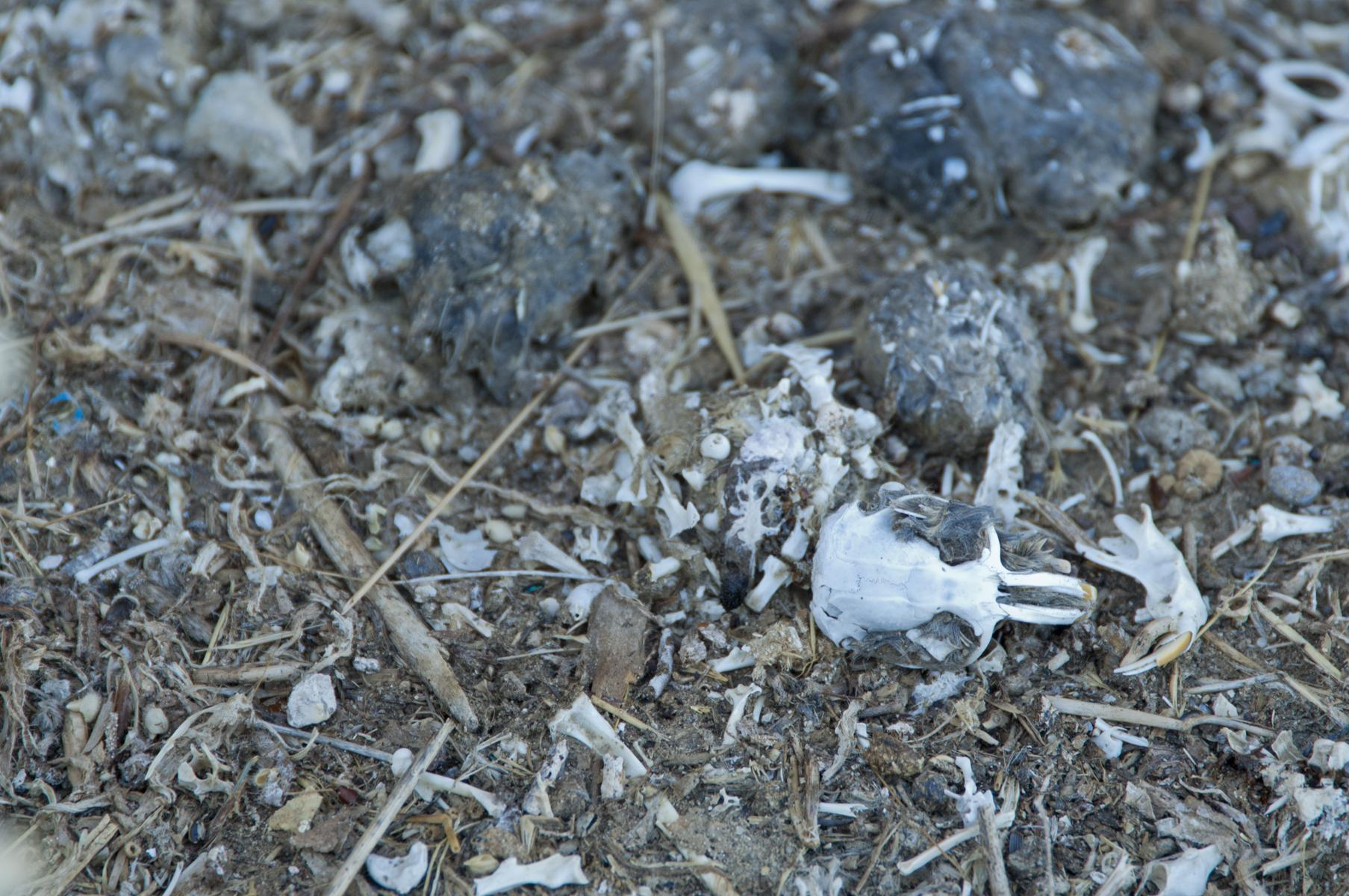
Von Schleiereulen abgegebene Knochenreste und Gewölle unterhalb eines Ruheplatzes

Den Tag verbringt die Schleiereule vor allem reglos sitzend und dösend an ihrem Ruheplatz, der häufig geschützt vor Störungen und versteckt ist. Neben der Störungsfreiheit muss dieser Tagesruheplatz auch Abdunkelung und Schutz vor der Witterung bieten. Er kann dabei, abhängig vom Lebensraum, in einer alten Scheune, einem hohlen Baum, an überdachten Böschungen oder in einer Felshöhle liegen. Die Eulen stehen dabei aufrecht auf Balken, dickeren Ästen oder Steinflächen, häufig mit einer Möglichkeit zum Anlehnen. Während der Balz- und Brutzeit liegt der Übertagungsort in der Nähe des Nistplatzes, wobei die beiden Elterntiere meistens dicht beieinander sitzen. Nach der Eiablage sucht sich das Männchen wiederum einen Platz mit etwas Distanz zum Nest.
Vor dem Aktivitätsbeginn in der Dämmerung strecken und schütteln sich die Eulen. Danach putzen sie sich ausgiebig mit Hilfe der als „Putzkralle“ ausgebildeten und gezähnten Mittelzehe sowie mit dem Schnabel, wobei das Gefieder durch ein Sekret der Bürzeldrüse am Schnabel eingefettet wird („Komfortverhalten“). Während der Balzzeit kommt es auch zu gegenseitiger Gefiederpflege, bei der mit dem Schnabel der Schleier, Kopf und Nackenbereich gekrault werden. Regelmäßig ergänzen Wasserbäder oder Regenduschen die Körperpflege, auch morgendliches Sonnenbaden wurde beobachtet.
Schleiereulen werfen pro Tag ein bis zwei Gewölle aus, die jeweils die Überreste von etwa 75 Gramm aufgenommener Nahrung enthalten. Ein Gewölle geben sie meist nachts, an ihrem Ruheplatz ab und ein weiteres in den frühen Morgenstunden. Die enthaltenen Kleinsäugerknochen- und Schädelfragmente, werden etwa 12 bis 18 Stunden nach der Nahrungsaufnahme abgegeben und lassen sich den entsprechenden Beutetieren zuordnen.

### Sozial- und Feindverhalten

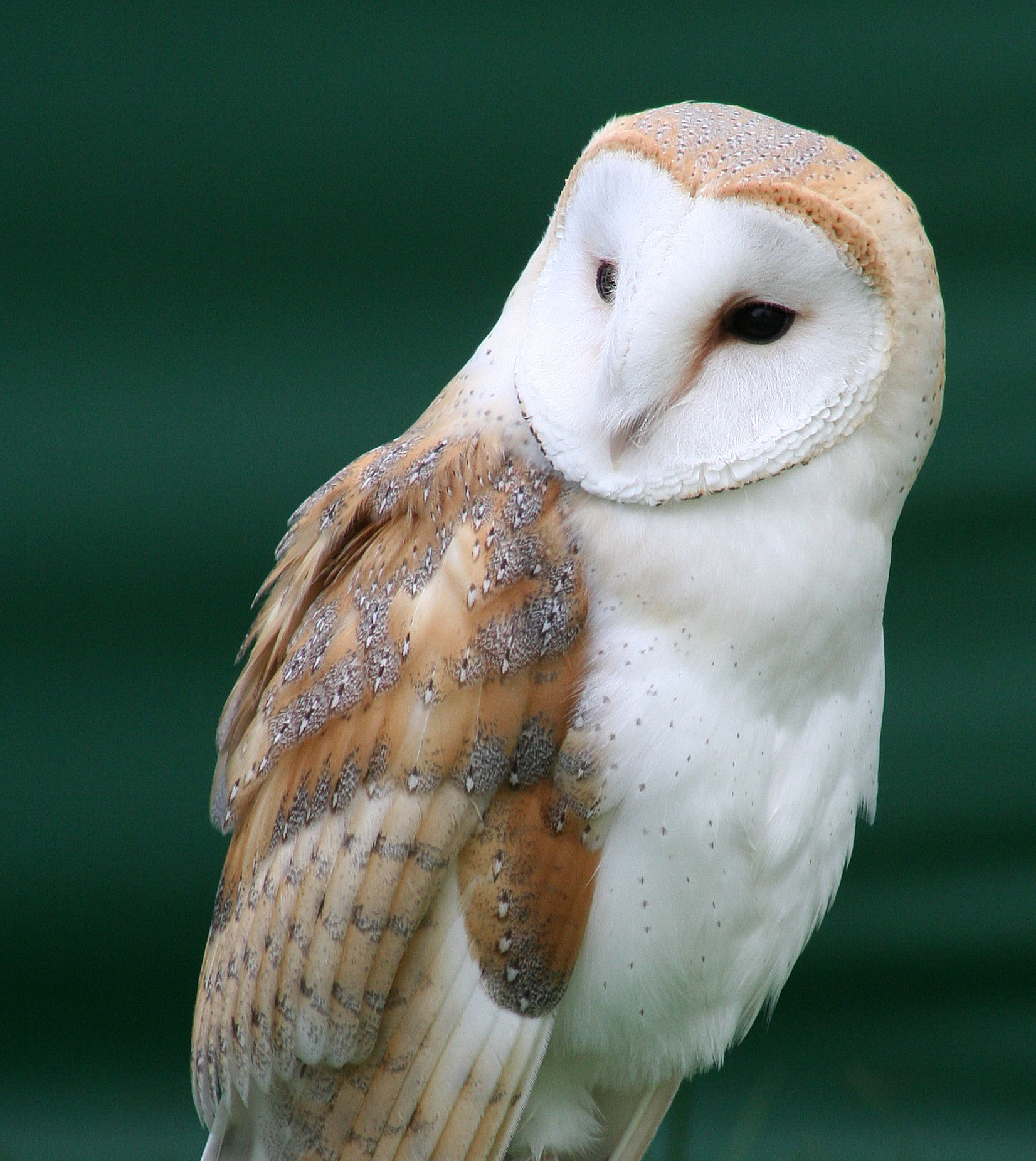
Schleiereule (Tyto alba)

Ausgewachsene Schleiereulen sind sicher überwiegend Einzelgänger, die sich mit Ausnahme der Balz- und Paarungszeit selten in die Nähe anderer Schleiereulen begeben. Paare stehen oft nebeneinander und führen auch gegenseitige Körperpflege wie oben beschrieben durch. Das Revierverhalten der Schleiereule ist nicht sehr ausgeprägt; so kann man häufig mehrere Tiere oder Brutpaare in relativ dichter Nachbarschaft auffinden. Zur Überwinterung dulden die Männchen sogar Geschlechtsgenossen im eigenen Einstand. Besonders zur Brutzeit kommt es allerdings zu einer vermehrten Verteidigung des Brutbereiches, bei dem die Männchen Eindringlinge verfolgen und sogar angreifen können. Trotzdem überlappen sich die Jagdgebiete benachbarter Brutpaare häufig großflächig.
Während das Weibchen brütet, versucht das Männchen sehr häufig, weitere Partnerinnen anzulocken und zur Paarung zu bringen (Polygynie). Dadurch kommt es manchmal zur Ausbildung von Bruten mehrerer Weibchen am gleichen Nistplatz oder an verschiedenen Nistplätzen im Revier des Männchens. Verpaarungen eines Weibchens mit mehreren Männchen (Polyandrie) sind ebenfalls möglich, aber seltener. Dabei kann es zu mehreren Bruten eines Weibchens kommen, wobei die erste Brut vom Männchen betreut wird, oder zu Einzelbruten mit mehreren Männchen an einem Nest.
Das Feindverhalten der Schleiereulen besteht in erster Linie aus einer ausgeprägten Feindvermeidung. Auf ihrem Ansitzplatz sind die Eulen meistens gut versteckt und getarnt, noch verstärkt durch ihre aufrechte Ruhestellung. Bei Störungen laufen die meisten Schleiereulen in ein Versteck oder drücken sich näher an bestehende Strukturen des Ansitzes. Im Extremfall fliehen die Eulen und bespritzen dabei ihren Feind mit ihrem dünnflüssigen Kot. Jungvögel und bedrängte Altvögel, die nicht fliehen können, drohen ihrem Gegner in einer Drohstellung mit ausgestreckten und präsentierten Flügeln und vorgebeugtem Körper. Dabei stoßen sie laute Schreie aus und starten Scheinangriffe. Flugunfähige Jungvögel und ergriffene Schleiereulen wehren sich vor allem durch Zuschlagen mit den Krallen, seltener durch Bisse. Liegen sie auf dem Rücken, verharren sie häufig bewegungslos mit geschlossenen Augen (Schreckstarre).

## Fortpflanzung

### Einfluss des Nahrungsangebotes auf die Fortpflanzung
Revierrufe und Balzflüge setzen häufig bereits ab Februar bis April ein. Der Beginn der Brutstimmung und der Balz ist vom Nahrungsangebot abhängig. Ist der Bestand an Feldmäusen gering, schreiten 60 Prozent der Altvögel nicht zur Brut. In guten Mäusejahren kann es jedoch bis zu drei, dann meist verschachtelten Bruten pro Saison kommen.
In Jahren mit kargem Nahrungsangebot wächst in der Regel nur ein Teil der Jungvögel heran. Verhungern jüngere Nestlinge, werden sie entweder von ihren älteren Geschwistern gefressen oder von den Eltern an sie verfüttert.

### Brut

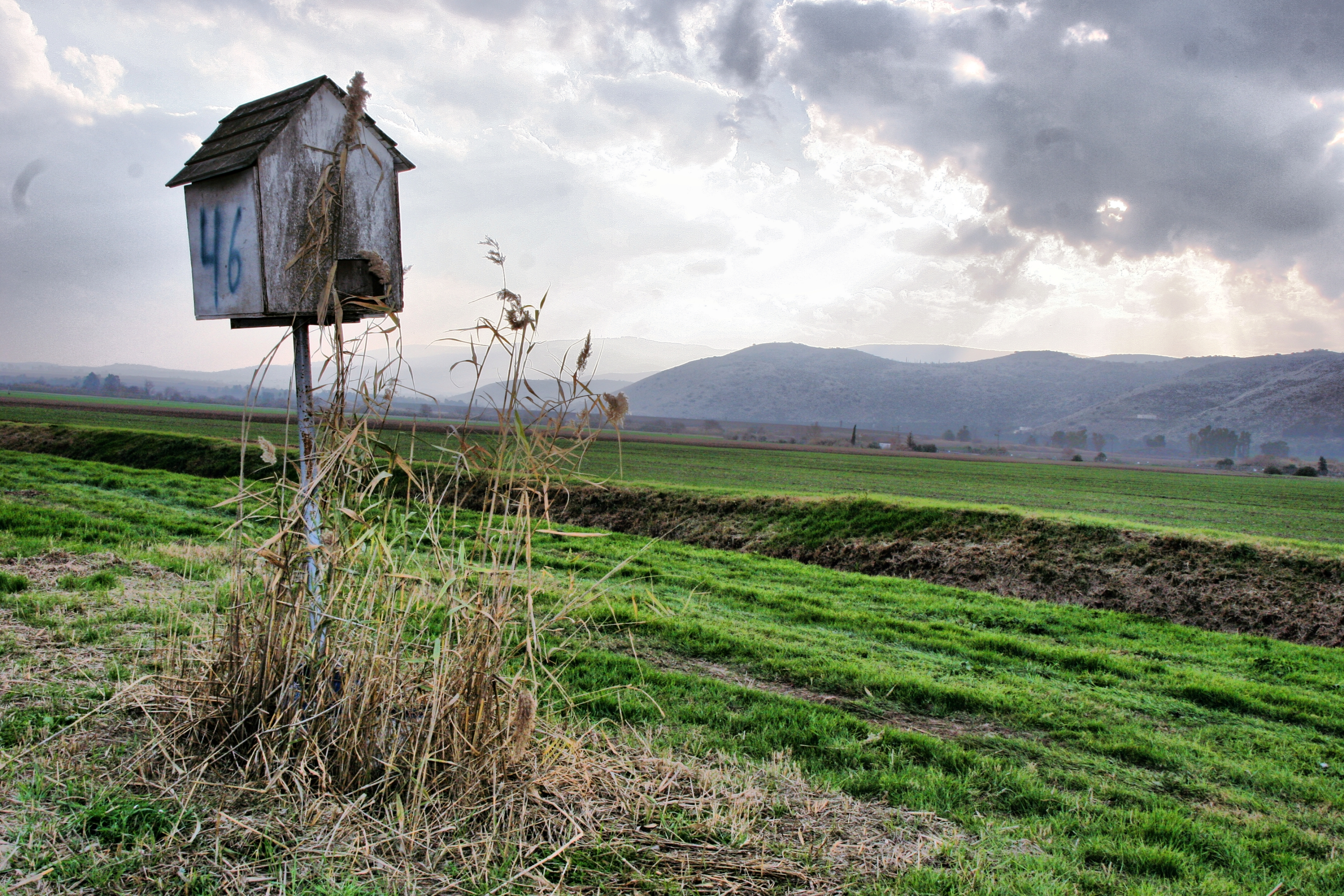
Schleiereulen-Nistkasten auf Pfahl in Israel

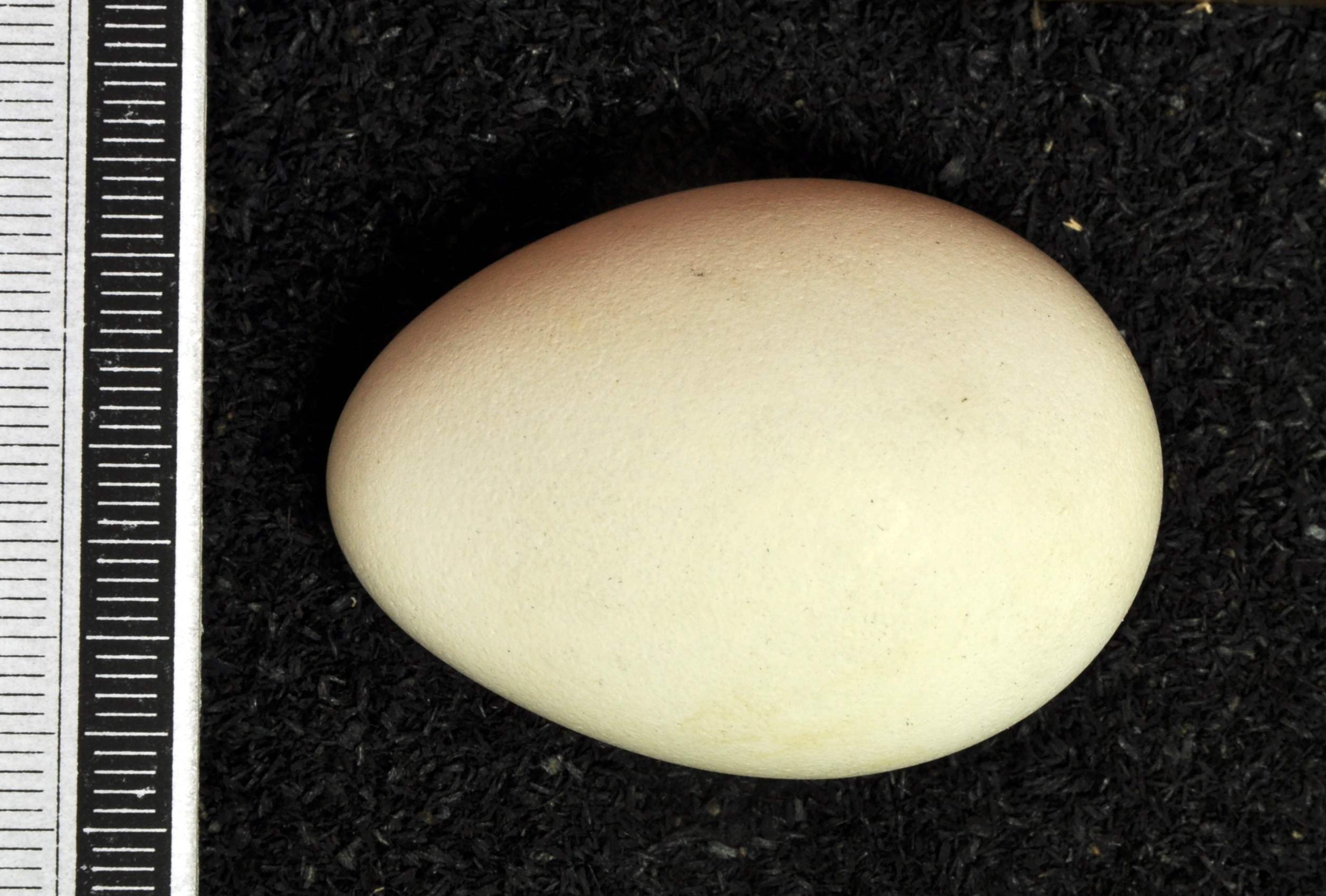
Gelege, Sammlung Museum Wiesbaden

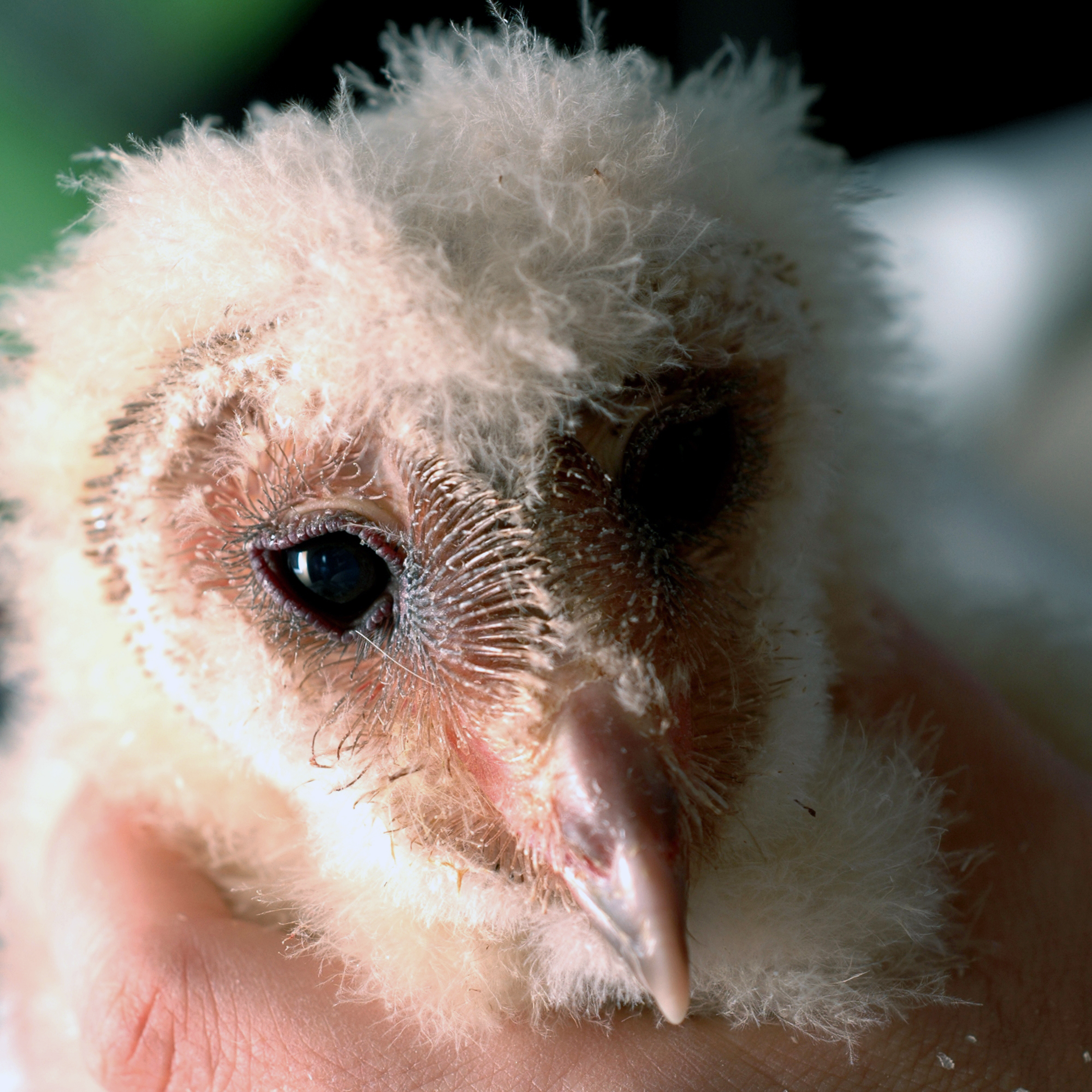
Schleiereulenküken

Natürliche Brutplätze in Baumhöhlen und Felshöhlen sind in Mitteleuropa die Ausnahme. Meist brütet die Schleiereule in Mitteleuropa in Gebäuden. Die meisten Bruten kommen in Kirchtürmen und landwirtschaftlichen Gebäuden, meist Scheunen, vor. In Südeuropa und Schottland brüten viele in Felsspalten und Höhlen. In England kommt es häufiger zu Bruten in Baumhöhlen. Es kommt auch zu Bruten in Nistkästen, die frei auf Pfählen oder Masten stehen. Die drei bis zwölf im Abstand von etwa zwei Tagen gelegten Eier werden etwa 30 Tage lang vom Weibchen bebrütet. Sobald das erste Ei gelegt ist, beginnt das Weibchen zu brüten. Die Jungvögel schlüpfen asynchron, daher befinden sich unterschiedlich entwickelte Jungvögel im Nest. Das Weibchen brütet und hudert allein, bis zum Alter des Jüngsten von ca. drei Wochen bringt nur das Männchen die Nahrung. In schlechten Mäusejahren muss jedoch auch das Weibchen auf Jagd gehen und die Jungen allein lassen. Durch Kainismus, das Töten und Fressen jüngerer Geschwister, erhöhen ältere Jungtiere in solchen Notzeiten ihre Überlebenschance.
Die ungleich großen Jungvögel werden nach etwa zwei Monaten flügge. Die Jungvögel wechseln aus ihrem Daunenkleid direkt in das Gefieder der erwachsenen Tiere.
Junge Schleiereulen beginnen ab dem 31. Lebenstag ihre Jagdtechniken zu üben. In einer morgendlichen und abendlichen Aktivitätsphase laufen sie – sofern der Brutort dafür ausreichend Platz bietet – bis zu zwei Meter umher und trainieren „Mäuselsprünge“. Ab dem 39. Lebenstag nimmt der Aktivitätsdrang noch weiter zu.
Bei optimalen Brutorten wie beispielsweise einer Scheune oder dem Dachboden eines Kirchturms verlassen sie über Stunden den engeren Brutraum und erkunden ihren unmittelbaren Lebensraum. Ab dem 44. Lebenstag trainieren sie rund zwei Meter weite Flattersprünge.

### Wanderungsbewegungen der Jungvögel
Im Herbst wandern die Jungvögel ab; Ringfundauswertungen zeigen, dass etwa zwei Drittel aller Wanderungsbewegungen innerhalb eines Radius von 50 km um den Geburtsort enden. Die Wanderungen können jedoch auch erheblich weiter führen. In Baden-Württemberg beringte Vögel wurden noch im ersten Lebensjahr beispielsweise an der holländischen Küste, in Südfrankreich oder in Spanien wieder aufgefunden. Zu sehr starken Wanderungsbewegungen kommt es immer dann, wenn sehr hohe Schleiereulen-Bestände mit einem Zusammenbruch der Feldmaus-Population zusammentreffen. In Jahren, in denen sich Feldmäuse sehr stark vermehren (Gradation), siedeln sich die Jungvögel in nächster Nähe zu den Elterntieren an.

## Alter
Das Höchstalter frei lebender Schleiereulen wird zwar manchmal mit etwa 20 Jahren angegeben, durch Beringung belegt wurde jedoch bisher ein maximales Alter von mindestens 17 Jahren und elf Monaten für ein in den Niederlanden beringtes Tier. Aus Deutschland wurde für ein Tier das Höchstalter von 15 Jahren und drei Monaten berichtet.

## Gefährdung in Mitteleuropa
Nachdem die Schleiereule als Bewohner der Baumsteppen durch die Kulturtätigkeit des Menschen in ihrer Ausbreitung in Mitteleuropa wahrscheinlich begünstigt wurde, ist sie in den letzten Jahrzehnten deutlich seltener geworden. Der Rückgang ist vor allem auf die Intensivierung dieser Kulturtätigkeit und Landnutzung in der jüngsten Geschichte zurückzuführen, die den Lebensraum und die Brutorte der Schleiereule negativ beeinflusst oder vernichtet haben. Insbesondere die moderne Ackerbewirtschaftung hat über die Einschränkung der Lebensräume für Feld- und Wühlmäuse auch indirekt die Lebensräume für Schleiereulen eingeschränkt: Bei den heute verwendeten Anbaumethoden wird das Stroh sehr kurz nach der Ernte von den Feldern geräumt und das Stoppelfeld umgepflügt. Größere Feldmauspopulationen können unter diesen Bedingungen nicht mehr überleben. Zusammenhängende Ödlandstreifen, die Kleinsäugern ausreichend Lebensraum bieten, finden sich aufgrund der Flurbereinigungsmaßnahmen in vielen Gebieten heute nur noch entlang von Straßen. Schleiereulen nutzen diese deswegen bevorzugt als Jagdgebiet mit der Folge, dass Schleiereulen vermehrt zu Verkehrsopfern werden.
Die Baupolitik mit Neubausiedlungen im Umland der Städte hat ebenfalls dazu geführt, dass den Schleiereulen Lebensraum verloren gegangen ist. Ortsnahe Habitate mit Streuobstwiesen, Bauerngärten und Hecken, die einen fließenden Übergang von Städten zur Feldflur darstellten, sind heute nur noch selten zu finden. Neubausiedlungen grenzen heute meist unmittelbar an landwirtschaftlich intensiv genutzte Feldfluren an. Schleiereulen besiedeln diese Gebiete nicht mehr, selbst wenn sie ausreichend Brutplätze bieten. In einer Untersuchung des Instituts für Ökologie und Naturschutz wurde 1987 für Baden-Württemberg festgehalten, dass Gebiete wie das mittlere Neckartal, der Bereich von Esslingen/Plochingen/Stuttgart, der Großraum rund um die Stadt Ludwigsburg, die Filderhochfläche und der Bereich Böblingen/Sindelfingen/Herrenberg nicht mehr als schleiereulentauglich einzustufen seien.
Schleiereulen brüten bevorzugt in menschlicher Nähe und nutzen dabei unter anderem Scheunen, Ställe und Kirchtürme. In modernen Stallungsgebäuden wird auf die traditionellen „Uhlenlöcher“ verzichtet; Ortskernsanierungen führten zum Abbruch alter Gebäude mit Schleiereulen-Brutplätzen, und Kirchtürme – früher ein häufiger Brutplatz von Schleiereulen – wurden zunehmend vergittert und sind damit Schleiereulen nicht mehr zugänglich. Eine Untersuchung für 390 Gemeinden in Baden-Württemberg zeigt, dass im Zeitraum von 1947 bis 1982 72 % der Gemeinden ihre Kirchtürme so umbauten, dass diese für Schleiereulen nicht mehr zugänglich waren. Diese Entwicklung hat sich vor allem seit den 1960er Jahren verstärkt; moderne Glockenläutanlagen sollten vor Eulenkot geschützt werden, Dohlen und verwilderten Haustauben soll keine Brutgelegenheit geboten werden. Wegen des Rückgangs von Scheunen und wegen der sauberen Trennung von Korn und Stroh durch die modernen Erntetechniken sind die Hausmäuse in landwirtschaftlichen Gebäuden stark zurückgegangen. So finden Schleiereulen im Winter bei längeren Schneelagen auch bei noch zugänglichen Gebäuden keine Hausmäuse mehr und sterben. Früher boten die Hausmäuse in landwirtschaftlichen Gebäuden auch in schneereichen Gebieten ausreichend Nahrung. Die Aufgabe von Höfen, ein Rückgang der Viehhaltung und ein Ersatz alter Gebäudestrukturen wie Scheunen durch Metallgebäude, jeweils verbunden mit einem Rückgang geeigneter Brutmöglichkeiten, kommt hinzu. Im Emsland und in der Grafschaft Bentheim, wo sich der Bestand durch Unterstützungsmaßnahmen erholte, fallen viele Jungvögel dem Verkehr zum Opfer, da infolge der großen Maisfelder und dem Verschwinden hofnaher Weiden sich gerade im Sommer kurzrasige, zum Jagen geeignete Flächen vielfach nur noch entlang von Straßen und Bahnlinien finden.
Trotz dieser Gefährdungsfaktoren gilt die Schleiereule in Deutschland nicht als gefährdet.

## Bestand

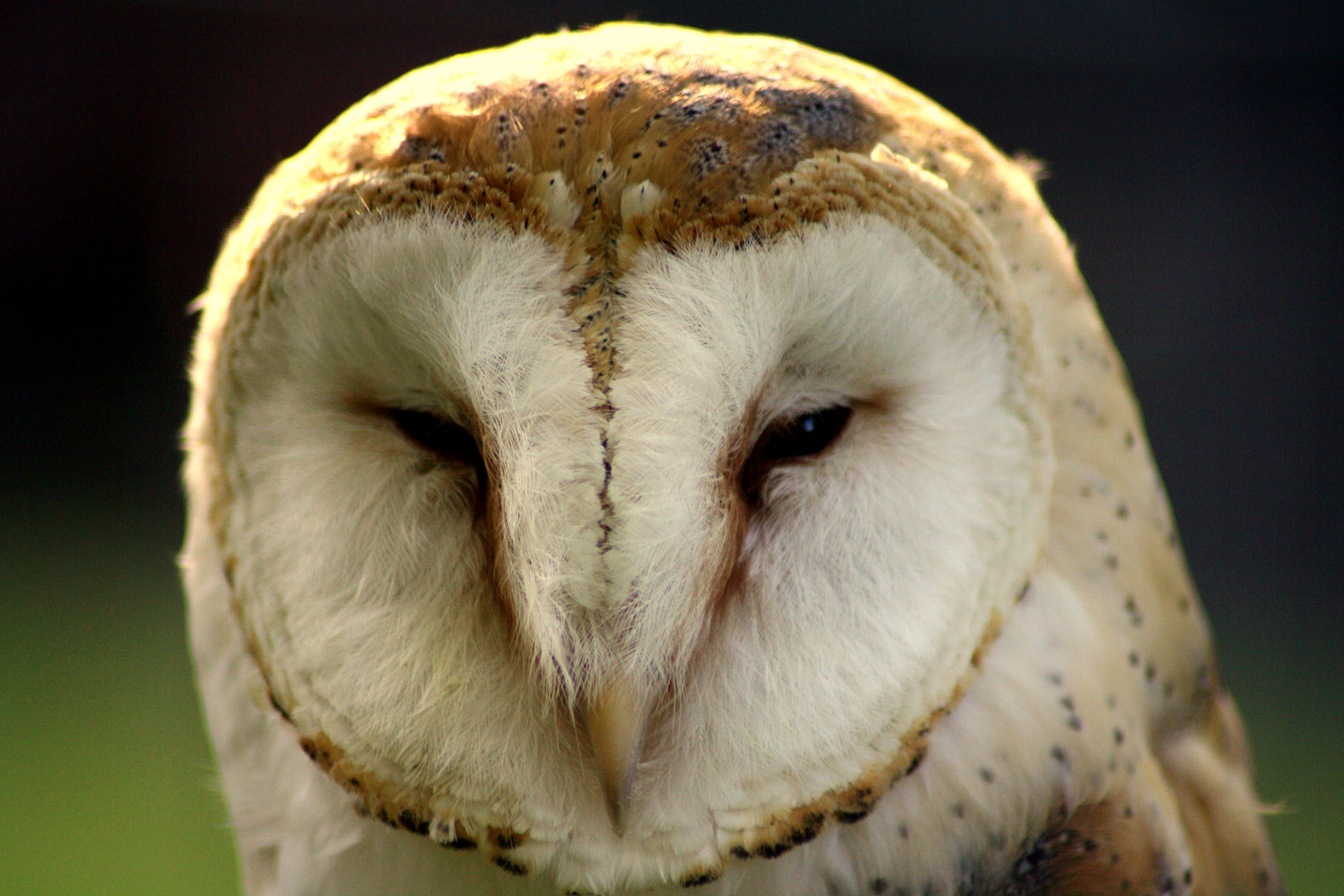
Porträt einer Schleiereule

Der weltweite Bestand der Schleiereule wird von der IUCN auf etwa 4–10 Millionen Tiere geschätzt. Die Art gilt als „nicht gefährdet“ (least concern).
Der europäische Gesamtbestand beträgt zu Beginn des 21. Jahrhunderts etwa 110.000 bis 220.000 Brutpaare. Etwa 90 Prozent des Bestandes lebt westlich der 3-°C-Januar-Isotherme. Europäische Verbreitungsschwerpunkte sind Spanien, wo zwischen 50.000 und 90.000 Paare brüten, und Frankreich mit 20.000 bis 60.000 Brutpaaren. In Mitteleuropa brüten 18.000 bis 28.000 Paare, davon mehr als 60 Prozent auf deutschem Gebiet. In strengen und schneereichen Wintern kommt es zu sehr hohen Verlusten von bis zu 90 % des Bestandes. Bruten bis in Höhenlagen von 600 m kommen in Europa vor, wobei dies aber Ausnahmen sind, da sie meist in Tieflagen leben.
Die Schleiereule gilt als eine der Arten, die vom Klimawandel betroffen sein wird. Ein Forschungsteam, das im Auftrag der britischen Umweltbehörde und der Royal Society for the Protection of Birds die zukünftige Verbreitungsentwicklung von europäischen Brutvögeln auf Basis von Klimamodellen untersuchte, geht davon aus, dass bis zum Ende des 21. Jahrhunderts das Verbreitungsgebiet der Schleiereule sich nach Nordosten deutlich ausdehnen wird. Zu den potentiellen neuen Verbreitungsgebieten der Schleiereule gehören der Süden von Fennoskandinavien und Teile Islands. Dagegen werden nach diesen Prognosen im europäischen Süden weite Teile des heutigen Verbreitungsgebietes der Art keine geeigneten Lebensräume mehr bieten. Gleichzeitig wird vermutet, dass das Verbreitungsgebiet bis Polen deutlich fragmentierter sein wird.

## Schutzmaßnahmen
In vielen Gebieten haben Schutzmaßnahmen, insbesondere das Anbringen von Nistkästen, zu einer Erholung der Bestände geführt, so dass optimale Schleiereulenhabitate zurzeit wieder gut besiedelt sind. Die Bestandszahlen der 1950er Jahre sind jedoch bis jetzt nicht wieder erreicht.
Für erfolgreiche Schutzmaßnahmen war vor allem ein besseres Verständnis der Brutbiologie der Schleiereule notwendig. Aufgrund von Infrarot-Aufnahmen und von Beobachtungen an gefangenen Schleiereulen weiß man, dass in zu engen Nistkästen der Kot sehr schnell das Gefieder der Jungvögel verklebt. Den Jungvögeln fehlt dort darüber hinaus der Raum, in dem sie ihre Jagdtechniken eintrainieren können, so dass diese Vögel weit weniger in der Lage sind, die erste Zeit ihrer Selbständigkeit zu überleben. Wichtig ist außerdem, dass den Jungvögeln in der Nähe des Brutortes weitere Unterschlupfmöglichkeiten zur Verfügung stehen. Schleiereulen beginnen bei ausreichendem Nahrungsangebot frühzeitig mit einer zweiten Brut, und die Altvögel vertreiben sehr schnell die Jungvögel. Diese benötigen in den ersten Tagen in der Nähe des Brutortes geschützte Ruheplätze.
Seit den 1970er Jahren wurden Maßnahmen unternommen, vor allem die Kirchtürme wieder Schleiereulen-tauglich rückzubauen bzw. wieder zugänglich zu machen. Dabei wurden Bauweisen entwickelt, die zum einen wertvolle Bauanlagen vor Eulenkot schützen und gleichzeitig verhindern, dass sich wilde Haustauben ansiedeln. Vorteilhaft dabei ist, dass Schleiereulen bereits sehr enge Einflugöffnungen von nur 15 cm × 20 cm annehmen. Ein anschließender Brutraum in einer Größe von mindestens 2 m × 2 m gewährleistet, dass den Jungvögeln ausreichend Raum zur Verfügung steht.
Trotz dieser Fortschritte bei den Schutzmaßnahmen fehlt die Schleiereule gebietsweise nach den Kältewintern der 1960er und 1970er Jahre noch immer. Dies gilt zum Beispiel für weite Teile Österreichs. Die Eingriffe in die Lebensräume der Schleiereule lassen sich nicht durch die Schaffung geeigneter Nisthilfen kompensieren. Die Schleiereule profitiert jedoch von Neuanlagen von Hecken und vom Schutz der verbliebenen Streuobstwiesen. Stilllegungsprogramme auf landwirtschaftlichen Flächen wirken sich durch Verminderung negativer Randzoneneinflüsse wie Abdrift von Dünger und Pflanzenschutzmitteln und damit durch Verbesserung der Lebensraumstrukturen wie Hecken, Gräben, Einzelbäume positiv aus.
In verschiedenen Gebieten wurden gezüchtete Schleiereulen ausgewildert, um die Bestände zu fördern. So wurden z. B. 74 in Zoos gezüchtete Schleiereulen von 1976 bis 1986 in Langstadt ausgewildert.

## Mensch und Schleiereule

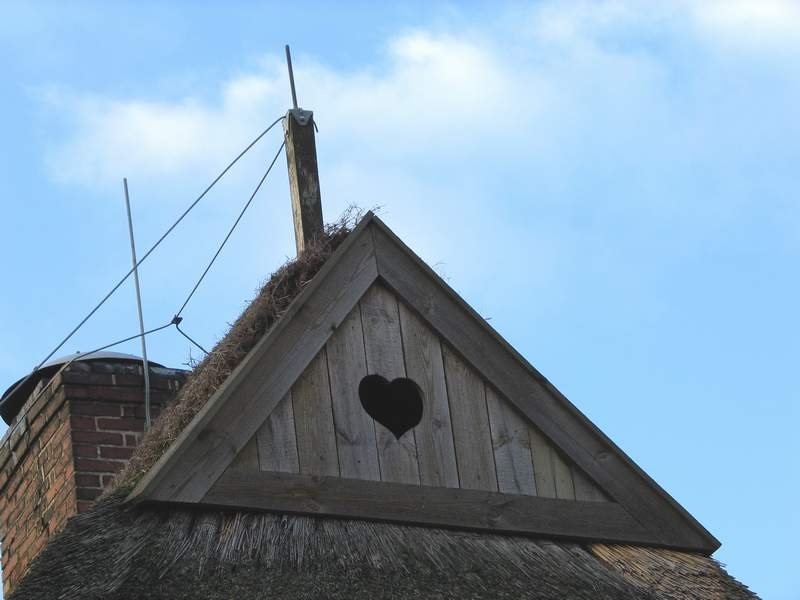
Uhlenloch in einem Reetdach

Als Jäger von Mäusen und Ratten wird die Schleiereule vielerorts in Mitteleuropa von Landwirten geschätzt. Traditionell gebaute Scheunen und Ställe haben deshalb in vielen Regionen sogenannte Eulentüren oder Eulenlöcher (Uhlenloch oder Uhlenflucht), die den Vögeln Zugang zu geeigneten Brutplätzen bieten.
Mit dem jahrtausendelangen Kulturfolger verbindet sich jedoch auch viel Aberglaube. Eine an die Scheunentür genagelte Eule soll Unheil vom Hof abwenden und ihn vor Blitzeinschlag und Feuer schützen. Ihr Ruf kündigt in manchen Regionen den Tod an, in anderen Regionen weist Eulengeschrei auch auf eine bevorstehende Geburt.
Der Aberglaube differenziert dabei meistens nicht zwischen den einzelnen Eulenarten. Da die Schleiereule mit ihrem bevorzugten Brutplatz in Scheunen, Ställen, Ruinen und Kirchtürmen als Art jedoch in der größten Nähe zum Menschen lebt, war bzw. ist sie in abergläubische Rituale am ehesten involviert. In Afrika und Indien finden Schleiereulen im Rahmen von schwarzer und weißer Magie Verwendung.
Das hochpräzise akustische Ortungssystem der Schleiereule dient in der Forschung als Modellsystem für das Richtungshören. Die Schleiereule war in Deutschland im Jahre 1977 Vogel des Jahres.

## Belege
1. ↑  Lars Svensson (Text, Karten), Killian Mullarney, Dan Zetterström (Illustrationen und Bildlegenden): Der Kosmos Vogelführer: alle Arten Europas, Nordafrikas und Vorderasiens. 2. Auflage. Kosmos, Stuttgart 2011, ISBN 978-3-440-12384-3, S. 230 f. (schwedisch: Fågelguiden. Übersetzt von Peter H. Barthel).
2. ↑  Collin Harrison und Peter Castell: Field Guide Bird Nests, Eggs and Nestlings, HarperCollins Publisher, überarbeitete Auflage von 2002, ISBN 0-00-713039-2, S. 199
3. ↑  König et al., S. 209
4. 1 2 3  Wolfgang Scherzinger & Theodor Mebs: Die Eulen Europas. 3. Auflage. Kosmos, Stuttgart 2020, ISBN 978-3-440-15984-2, S. 130–150.
5. 1 2  König et al., S. 215
6. ↑  König et al., S. 216
7. ↑  König et al., S. 217
8. 1 2 3 4  König et al., S. 219
9. ↑  König et al., S. 218
10. 1 2 3 4 5 6  König et al., S. 212
11. ↑  König et al., S. 213
12. ↑  König et al., S. 214
13. ↑  König, S. 214
14. ↑  Berndt Heydemann (1997) Neuer biologischer Atlas. Ökologie für Schleswig-Holstein und Hamburg, S. 414, Wachholtz Verlag, Neumünster 1997, ISBN 3-529-05404-6
15. ↑  Der Wildvogelpatient. 2009 von Sonja Bergs, S. 22 ff. Universität München, aufgerufen am 29. Dezember 2021
16. ↑  Einhard Bezzel: Vögel. BLV Verlagsgesellschaft, München 1996, ISBN 3-405-14736-0, S. 305
17. 1 2  Die Schleiereule – Charaktervogel des ländlichen Raumes. (Memento des Originals vom 9. Januar 2022 im Internet Archive)  Info: Der Archivlink wurde automatisch eingesetzt und noch nicht geprüft. Bitte prüfe Original- und Archivlink gemäß Anleitung und entferne dann diesen Hinweis. NABU, aufgerufen am 9. Januar 2022.
18. ↑  Fransson u. a. in Fiedler, W., O. Geiter & U. Köppen: Meldungen aus den Beringungszentralen, Vogelwelt 49 (2011), Seite 36
19. ↑  Fiedler, W., O. Geiter & U. Köppen: Meldungen aus den Beringungszentralen, Vogelwelt 49 (2011), Seite 36
20. ↑  Thomas Brandt, Christian Seebaß: Die Schleiereule. Aula-Verlag, Wiesbaden 1994, S. 128–129.
21. ↑  BirdLife International. 2019. Tyto alba (amended version of 2016 assessment). IUCN, 2019, abgerufen am 10. Juli 2025 (englisch).
22. ↑  Bauer et al., S. 693
23. ↑  Bauer et al., S. 693.
24. ↑  Brian Huntley, Rhys E. Green, Yvonne C. Collingham, Stephen G. Willis: A Climatic Atlas of European Breeding Birds, Durham University, The RSPB and Lynx Editions, Barcelona 2007, ISBN 978-84-96553-14-9, S. 249
25. ↑  Theodor Mebs, Wolfgang Scherzinger: Die Eulen Europas. Biologie, Kennzeichen, Bestände. Kosmos, Stuttgart 2008 [2. Aufl.] S. 104
26. ↑  Otto Diehl: Erfahrungsbericht über die Auswilderung von in Zoologischen Gärten geborenen Schleiereulen – Tyto alba. In: Staatliche Vogelschutzwarte: Festschrift der Vogelschutzwarte. Frankfurt a. Main 1987. S. 114–125.
27. ↑  Heimo Mikkola: Handbuch Eulen der Welt, S. 78
28. ↑  Charles Day (2001): Researchers uncover the neural details of how Barn Owls locate sound sources. (Memento vom 11. Dezember 2015 im Internet Archive)